# Ravenea dransfieldii
Ravenea dransfieldii är en enhjärtbladig växtart som beskrevs av Henk Jaap Beentje. Ravenea dransfieldii ingår i släktet Ravenea och familjen Arecaceae. IUCN kategoriserar arten globalt som starkt hotad. Inga underarter finns listade i Catalogue of Life.